# К1 (телеканал)
«К1» — загальноукраїнський розважальний телеканал, розрахований на молодіжну авдиторію. Входить до медіаконгломерату «Inter Media Group».

## Історія каналу
У травні 2005 року було офіційно оголошено про те, що з 20 червня на місці кабельного київського каналу «КТМ» запускається новий проєкт — телеканал «К1». На супутнику канал вже був присутній з осені 2004 року, ще як «КТМ». Переформатування «КТМ» у «К1» супроводжувалося переїздом його до нових приміщень на Сирці. Власний телецентр каналу «К1» був побудований на базі самого сучасного на той час обладнання та складався з трьох телестудій, дев'яти апаратних нелінійного монтажу та однієї етерної апаратної.
20 червня «К1» з'явився в етері. За заявою керівництва, назву слід розшифровувати як «культ першості» або «перший конгеніальний», а сам канал орієнтував свої програми на думаючих людей і обіцяв стати зовсім несхожим на те телебачення, до якого звикли кияни.
На каналі зібрався зірковий творчий колектив, в якості ведучих програм були заявлені такі метри української журналістики, як Микола Вересень, Віталій Портніков та низка інших відомих імен.
Микола Вересень готував на каналі «К1» ток-шоу «21 вересня», що виходило в етер щодня по буднях увечері. Віталій Портніков представляв проєкт «V.I.P.», де аналізувалися події в СРСР часів «перебудови», розглядалися ті чи інші події, рішення тодішніх політиків, а також те, як це все вплинуло на подальший хід історії. Крім того, у сітці програм каналу «К1» були присутні такі проєкти як «Позаочі», в рамках якого ведуча Юлія Литвиненко спілкувалася із зірками політики, культури та бізнесу; арт-проєкт «Своя роль», де Ірина Гордійчук представляла інтерв'ю із зірковими артистами та режисерами; «Телеформат» — про телебачення, про тих людей, які ним керують, і про його безпосередніх творців.
Новинне мовлення каналу «К1» було представлено кількома проєктами: «Один репортаж» (короткий та ємний репортаж про щось цікаве), «Один день» (щоденна новинна програма) й «Один тиждень» (підсумки тижня)
Фільмопоказ на «К1» був організований за рубриками — «Проти течії», «Інше кіно», «Дитячий світ» тощо. До речі, значне місце у своєму кінопоказі «К1» зразка 2005 року відводив фільмам для любителів інтелектуального кінематографу: артгауз, фестивальні фільми тощо.
Перші кроки каналу були дуже успішними, і незабаром канал відзвітував про високі показники перегляду, зайнятих ним на старті мовлення. Однак, далі показники каналу розпочали знижуватись.
Проте «К1» продовжував дотримуватися обраної концепції — телебачення без «попси», телебачення для тих, хто раніше не дивився телевізор через його нецікавість. Щоправда, нових хороших фільмів на каналі ставало дедалі менше, а «андеграундний» кінопоказ переносився на пізній час.
Не зовсім виправдала себе і політика створення «телебачення зірок». Закономірним підсумком створення «команди зірок» на будь-якому з телеканалів є те, що згодом зірки починають залишати цей канал у пошуках нових для себе ніш, де кожна з них буде єдиною зіркою, а не однією із багатьох. Так сталося і з «К1», з етеру якого почали зникати програми Микола Вересня, Віталія Портнікова й інших.
Після входження наприкінці 2006 року каналу «К1» до медіагрупи «U.A. Inter Media Group» формат каналу почав змінюватися кардинально. Частина програм, що стартували на «К1», перейшли на «Інтер» (зокрема, «Позаочі», «Телеформат» і «Один репортаж»). Тим часом на «К1» стали демонструватися у великій кількості повтори програм та проєктів, які перед цим вже виходили в етері «Інтера». Також на каналі з'явилися серіали.
У 2008 році «К1» нарешті зумів розширити зону свого етерного мовлення на більшу частину території України. Щоправда, сталося це не в результаті виграшу на конкурсах, які проводяться Національною радою України з питань телебачення і радіомовлення, та величезної кількості частот у містах країни, а за рахунок того, що «К1» обмінявся мережами з іншим членом медіагрупи «U.A. Inter Media Group» — каналом «Мегаспорт».
Таким чином з 1 вересня 2008 року у мережі «Мульті Медіа Сервіс», що охоплює більшу частину України, розпочав мовлення канал «К1». Мережа складалася з 27 передавачів у 24 регіонах країни.
Кардинальних змін формату «К1» після виходу на етерну мережу спочатку не було. Єдине — на каналі трохи збільшилися обсяги спортивних програм. Зокрема, «К1» почав транслювати «Формулу-1», але надалі наповнення каналу почало змінюватися. Незабаром з «К1» зникла інформаційна програма «Один день», а разом з нею новинне мовлення.
Поступово етер почав наповнюватися новими програмами і проєктами, і канал потроху відходив від практики трансляції повторів продуктів медіагрупи. Згодом в етері «К1» стали домінувати розважальні, публіцистичні та пізнавальні програми, а також фільми та серіали.
31 березня 2021 року почав мовлення у стандарті високої чіткості (HD).
28 жовтня 2021 року Національна рада з питань телебачення і радіомовлення призначила позапланову безвиїзну перевірку через трансляцію програми «Орел і решка» російською мовою без українських субтитрів. За результатами перевірки 10 лютого 2022 року регулятор оштрафував телеканал.
Через російське вторгнення в Україну з 24 лютого до 17 квітня 2022 року телеканал цілодобово транслював інформаційний марафон «Єдині новини». В етері була відсутня реклама.
З 18 квітня 2022 року телеканал відновив самостійне мовлення, змінивши програмну сітку. Російськомовні програми тепер транслюються в українському озвученні.

## Рейтинги
За підсумками 2018 року частка К1 склала 2,64 % (за аудиторією 18-54 років, у містах з населенням 50 тис.+).
2019 року частка каналу «К1» склала 2,13 % з рейтингом 0,3 % (дані Індустріального Телевізійного Комітету, аудиторія 18-54 міста 50 тис.+, 9-е місце серед українських каналів).
2020 року частка каналу склала 1,61 % з рейтингом 0,22 % (дані Індустріального Телевізійного Комітету, аудиторія 18-54 міста 50 тис.+, 10-е місце серед українських каналів).
2021 року частка каналу склала 1,53 % з рейтингом 0,18 % (дані системи Nielsen, авдиторія 18-54 міста 50 тис.+, 10-е місце серед українських каналів).

## Походження та мова контенту
За результатами моніторингів активістів кампанії «Бойкот російського кіно», за період з 8 по 14 вересня 2014 року на телеканалі К1 демонстрували 3 год 50 хв російського контенту на добу.
Окрім того, активісти оприлюднили дані, відповідно до яких за даними моніторингу 27 вересня 2014 року на телеканалі К1 частка російськомовного контенту становила близько 40 %.

## Контент

### Програми
- Брама часу
- Дай лапу
- Інший світ
- Камон!
- Крафтові мандри
- Місця сили
- Навколо М
- Орел і решка
- Пізнати світ з Бєдняковим
- Пригоди з Яною Метьолкіною
- Світ_огляд з Машею Себовою
- Скептик
- Спеція
- Україна вражає
- Ух ти show
- Так не буває
- Хижі до їжі
- The Ukrainians
- autoEVO

### Серіали

#### Іноземні
- H2O: Просто додай води
- Академія танцю
- Баффі — переможниця вампірів
- Беверлі-Гіллз, 90210
- Відчайдушні домогосподарки
- Ганнібал
- Гейвен
- Геркулес: Легендарні подорожі
- Грань
- Даррелли
- Детектив Ренуар
- Дикий ангел
- Діагноз від Бетті
- Дівчата-шпигунки
- Дівчина зеленої долини
- Доктор Хаус
- Доктор Хто
- Дорогий доктор
- Загублений світ
- Захисник
- Зла наука
- Зоряна брама
- Корабель
- Ксена: принцеса-воїн
- Медіум
- Менталіст
- Мертві, як я
- Ми — сім'я
- Мисливці за реліквіями
- Містер Гутен і леді
- Монк
- Морський патруль
- Надприродне
- Нове життя
- Пані Фазілет і її доньки
- Пригоди Синдбада
- Сейлор Мун
- Таємниці Смолвіля
- Усі жінки — відьми
- Фізика чи хімія (2008)
- Чорна лагуна
- Я — зомбі
- Яго

#### Українські
- Голос з минулого
- Мереживо долі
- Побачити океан
- Три сестри
- Щоденник вагітної

#### Мультсеріали
- Бджілка Майя
- Віспер
- Гарфілд Шоу
- Кротик і панда
- Маша та Ведмідь
- Міа та я
- Смішарики
- Юху та його друзі

### Архівні програми
- #ЖанноОдружи
- 21 вересня
- 33 квадратних метри
- Бійцівський клуб
- Богині ефіру
- Велика різниця
- Вечірній Квартал
- Вінегрет
- Вірю — не вірю
- Все для тебе
- ВусоЛапоХвіст
- Галілео
- Городок
- Готуємо разом
- Дім на заздрість усім
- Екіпаж
- Ігри патріотів
- Інше життя
- Їже, я тебе люблю!
- Каламбур
- КВК
- КВК на БІС
- Люблю готувати
- Мам, я роблю бізнес!
- Мокрий зорепад
- Обережно, модерн!
- Один день
- Один репортаж
- Один тиждень
- Орел і решка. Шопінг
- Позаочі
- Розсміши коміка
- Своя роль
- Секрети долі
- Символи
- Слава Богу, ти прийшов
- ТіВі Абетка
- Файна Юкрайна
- Шеф-кухар
- Шок
- V.I.P.

## Логотипи
Телеканал змінив 7 логотипів. Нинішній — 8-й за ліком.
З 2005 до 2012 року перебував у лівому нижньому кутку. З 2012 року стоїть в лівому верхньому кутку.
| Логотип | Опис |
| ------- | --- |
|         | З 20 червня 2005 до 6 березня 2011 року і з 1 серпня до 5 вересня 2011 року логотипом був сріблястий круг з прозорою цифрою 1, перед ним два знаки «<» і палиця, що утворювали букву «К». Перебував у лівому нижньому кутку. |
|         | Із 7 березня до 31 липня 2011 року логотипом було прозоре коло з жовтими лініями і кільцями, що оберталися навколо, всередині кола була цифра 1, перед колом два знаки «<» і палиця, що утворюють букву «К». Перебував там же. |
|         | З 6 вересня до 21 жовтня 2011 року логотипом був білий круг з прозорою цифрою 1 і перед ним знак «<» і буква «К». Перебував там же. Через кілька днів логотип трохи піднявся вгору. З 22 жовтня 2011 по 14 вересня 2012 року логотип зменшився в розмірі і став більш прозорим. Перебував там же. |
|         | З 15 вересня 2012 до 24 серпня 2014 року логотип представляв собою білий круг із синім кільцем і синім написом «К1» всередині кола. Перебував в лівому верхньому кутку. |
|         | З 15 вересня 2012 до 24 серпня 2014 року, який використовувався в анонсах та заставках, а також на офіційному сайті та у ЗМІ. |
|         | З 25 серпня 2014 до 17 квітня 2022 року логотипом була яскраво-блакитна «мітка-чекпойнт» з білим написом «К1» всередині неї. Знаходилась там же. 1 червня 2017 року логотип зменшився приблизно удвічі. Для HD-версій телеканалу ліворуч логотипу розташовувався білий напис «HD». У траурні дні логотип змінює колір на чорний. Після початку повномасштабного російського вторгнення в Україну з 24 лютого до 17 квітня 2022 року використовувався той самий логотип але у правому верхньому куті екрана був прапор України у серці з підписом «#UAразом». З 18 квітня 2022 року логотип став насичено зеленого кольору. |

## Мовлення

### Супутникове мовлення
| Супутник         | Стандарт | Частота | Символьна швидкість | Поляризація     | FEC | Формат зображення | Помітки | Кодування |
| ---------------- | -------- | ------- | ------------------- | --------------- | --- | ----------------- | ------- | --------- |
| Astra 4A (4.8°E) | DVB-S2   | 12437   | 30000               | вертикальна (V) | 3/4 | MPEG-4            | EPG     | FTA       |

### Етерне цифрове мовлення
| Канал | Мультиплекс | Стандарт | EPG        | Формат мовлення |
| ----- | ----------- | -------- | ---------- | --------------- |
| 1     | MX-3        | DVB-T2   | Green tick | SD 576i 16:9    |

## Керівництво
- Наталя Лявинець — генеральна директорка
- Дар'я Дудкіна — програмна директорка
- Світлана Кушніренко — фінансова директорка